# 신녀
《신녀》(神女, The Goddess)는 중국에서 제작된 오영강 감독의 1934년 영화이다. 완령옥 등이 주연으로 출연하였고 Luo Mingyou 등이 제작에 참여하였다.

## 출연

### 주연
- 완령옥